# Бомбардування Оберзальцберга
Бомбардування Оберзальцберга — повітряний наліт, здійснений командуванням бомбардувальників Королівських ВПС 25 квітня 1945 року в останні дні Другої світової війни в Європі. Метою операції був Оберзальцберг — комплекс резиденцій і бункерів у Баварії, побудований для Адольфа Гітлера та інших ключових членів німецького керівництва. Багато будівель у комплексі було зруйновано, хоча резиденція Гітлера і мережа бункерів зазнали лише незначних пошкоджень. Два бомбардувальники союзників були збиті з втратою чотирьох пілотів, а 31 німець загинув.
Історики виділяють певні мотиви нападу на Оберзальцберг. Серед них — підтримка сухопутних сил союзників, демонстрація ефективності британських важких бомбардувальників, переконання ідейних, відданих німців у тому, що війна програна. Важливо було зтерти з пам'яті довоєнну політику умиротворення. 359 важких бомбардувальників спробували знищити бункери, розташовані під Оберзальцбергом звідки, як побоювалися союзники, високопоставлені члени німецького уряду могли б командувати Альпійською фортецею . Операція була непростою, адже потрібно було визначити та позначити цілі для бомбардування. Приблизно 3000 людей в Оберзальцберзі сховалися в бункерах, а сусіднє місто Берхтесгаден не постраждало. Під час нападу Гітлер був у Берліні, і Герман Герінг, єдиний високопоставлений нацист в Оберзальцберзі, вижив.
В сучасні дні мало хто згадує про бомбардування Оберзальцбергу, та в ті часи це було справжнім святкуванням. Більшість особового складу союзників, які брали участь в операції, отримали задоволення від нападу на резиденцію Гітлера, і це було широко висвітлено в ЗМІ. Оскільки Альпійська фортеця виявилася міфом, більшість післявоєнних історій майже не згадували цю операцію.

## Передумови
Коли в Німеччині панувала нацистська партіїя поблизу баварського міста Берхтесгаден був побудований комплекс шале та гірських будиночків Оберзальцберг . Цей комплекс використовувався Адольфом Гітлером та під час Другої Світової війни та був одним з головних командних центрів. Зазвичай Гітлер проводив більше третини кожного року в Оберзальцберзі.  До початку Другої світової війни він приймав багатьох міжнародних лідерів у своїй резиденції Бергхоф . 15 вересня 1938 року в рамках переговорів, які привели до Мюнхенської угоди в Бергхові зустрілися Гітлер та прим'єр-міністр Великої Британії Невілл Чемберлен. Нацистська пропаганда розрекламувала Бергхоф, і він став важливим символом лідерства Гітлера в очах німецької нації. 
Гітлер провів половину 1944, а 14 липня виїхав. Під час війни під Оберзальцбергом була побудована складна мережа бункерів і тунелів у відповідь на посилення повітряних нальотів союзників на Німеччину. Комплекс захищали зенітні установки, а також техніка, здатна накрити територію димовою завісою . На початку 1944 року всі його будівлі були замасковані, щоб їх було важко знайти з повітря. 

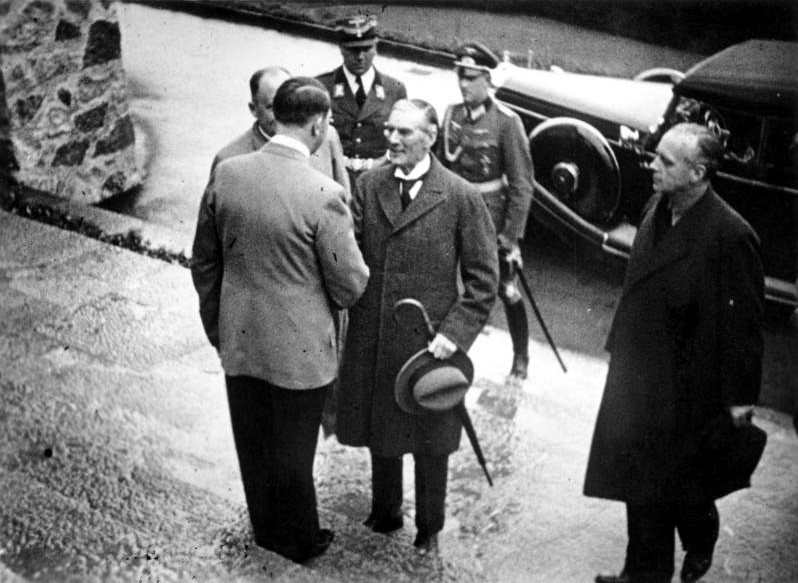
Адольф Гітлер вітає Невіла Чемберлена в Бергхофі 15 вересня 1938 року

Союзники не планували вбити Гітлера під час бомбардування, адже вони зрозуміли, що Бергхоф був дуже добре захищений. Як зазначив генерал Повітряних сил США Генрі Арнольд головнокомандування німецькою армією Гітлеру не вдавалося, тому його помилки йшли на користь союзникам. Арнольд написав в своєму щоденнику "Нашою секретною зброєю є Гітлер, не атакуйте його замок. Не дозволяйте завдати йому шкоди, ми хочемо щоб він продовжував робити помилки'.
Єдиний напад на Берхтесгаден до квітня 1945 року був здійснений 20 лютого 1945 року вісьмома винищувачами-бомбардувальниками «Республіка» P-47 «Тандерболт» з П'ятнадцятої повітряної армії. Ці літаки нанесли удар по району після того, як не змогли виконати місію в Італії, і їхній командир, майор Джон Л. Бек, спочатку не знав про його важливість. «Тандерболти» атакували потяг, і зіткнулися з сильним зенітним вогнем. Коли стало відомо про атаку, громадськість країн-членів Альянсу була розчарована тим, що «Бергхоф» не було пошкоджено.
До квітня 1945 року союзники мали майже повну перевагу в повітрі над Німеччиною. В результаті ослаблення німецької ППО і наявності винищувальної авіації супроводу союзників на великій відстані, бомбардувальна авіація Королівських ВПС з кінця 1944 року почала здійснювати окремі денні нальоти на цілі в Німеччині на додаток до своїх звичайних нічних операцій. Частота, з якою вони здійснювали атаки вдень, з часом зростала. Британський комітет начальників штабів наказав припинити бомбардування німецьких міст 16 квітня, а бомбардувальники натомість зосередитися на наданні «безпосередньої підтримки союзним арміям у сухопутній битві» і продовжити атаки на залишки німецького флоту. Відповідно до цього наказу, бомбардувальне командування атакувало німецькі міста, що лежали на шляху союзних армій, а також здійснювало точні бомбардування інших цілей до 25 квітня.

## Планування

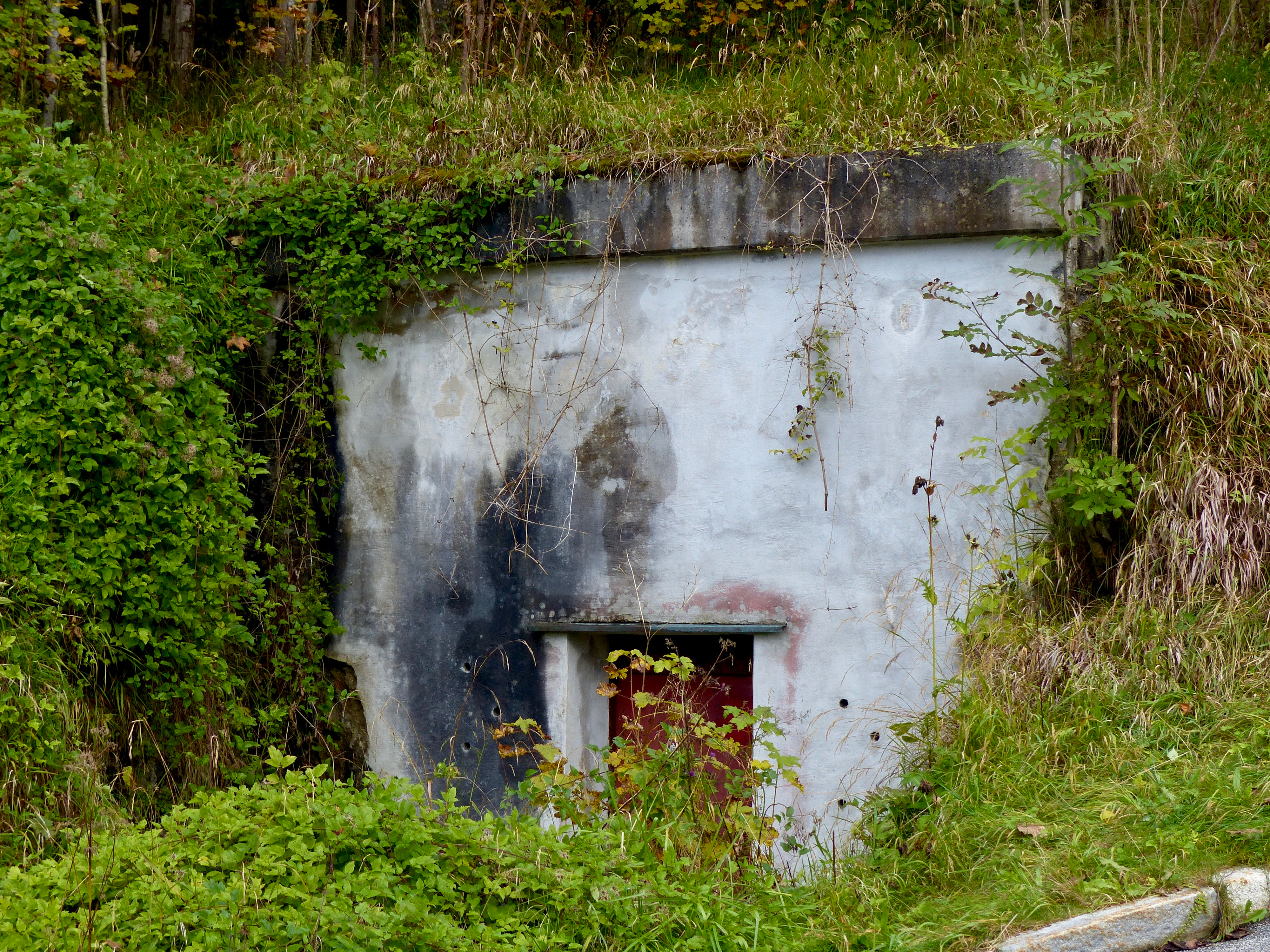
Вхід до бункера часів Другої світової війни в Оберзальцберзі, сфотографований у 2016 році

Оскільки війна в Європі наближалася до кінця в 1945 році, Верховний штаб союзних експедиційних сил (SHAEF) занепокоївся розвідувальними даними, які вказували на те, що високопоставлені члени німецького уряду, а також підрозділи Ваффен-СС зберуться в Берхтесгадені, щоб продовжити бойові дії з «альпійської фортеці». Це був провал розвідки, оскільки до останніх тижнів війни німці робили мало спроб підготувати оборонні позиції в Альпах. У квітні Гітлер відправив більшу частину свого особистого штабу до Берхтесгадена, але сам залишився в Берліні. Більшість інших високопоставлених міністрів втекли в інші частини Німеччини. Колишній рейхсмаршал Герман Герінг був чи не єдиним високопоставленим членом уряду в Оберзальцберзі під час нападу. Герінг був позбавлений усіх своїх посад і перебував під домашнім арештом за наказом Гітлера як покарання за те, що 23 квітня надіслав телеграму з проханням дозволити йому взяти на себе керівництво Німеччиною.
Рішення про проведення повітряного нальоту на Оберзальцберг було прийнято у квітні 1945 року. Атака була запропонована начальником бомбардувального командування, головним маршалом авіації сером Артуром Гаррісом і схвалена верховним штабом SHAEF.  Гарріс пояснив, що метою рейду була підтримка XV корпусу армії Сполучених Штатів, який швидко просувався до Мюнхена, звідки мав атакувати Берхтесгаден. Однак армія США виступила проти нападу через побоювання, що німцям буде легше захищати уламки комплексу, ніж неушкоджені будівлі. Два історики стверджують, що рейд був мотивований іншими факторами. Олівер Галлер вважає, що справжня причина, через яку командування бомбардувальників здійснило атаку, полягала в тому, що Гарріс хотів продемонструвати, що його війська можуть здійснювати високоточні бомбардування, після того, як його критикували за терористичні бомбардування міст на початку 1945 року. Деспіна Стратігакос заявила, що союзники сподівалися, що знищення Бергхофа переконає фанатичних нацистів у тому, що війна програна. Вона також припустила, що атака мала на меті «стерти з пам'яті» приниження довоєнної політики умиротворення, включаючи Мюнхенську угоду, яка асоціювалася з Бергхофом.
Бергхоф і павільйон Кельштайнгауз, які Гітлер час від часу використовував для прийому гостей, були першочерговими цілями нальоту. У районі, який мав бути розбомблений, знаходилося ще кілька будівель. Серед них були будинки інших високопоставлених нацистів, казарми, що використовувалися підрозділами Ваффен-СС, призначеними для оборони Оберзальцберга, і лікарня. Для екіпажів літаків, які не змогли розбомбити Оберзальцберг, було обрано кілька другорядних цілей, зокрема мости в Зальцбурзі.

## Атака
Екіпажам бомбардувальників було наказано прокинутися рано вранці 25 квітня для інструктажу щодо місії. Екіпажам повідомили, що кілька високопоставлених членів німецького уряду перебувають в Оберзальцберзі, а деяким сказали, що там перебуває Гітлер. Вранці того дня ударна група вилетіла з баз у Великій Британії. Вона складалася з 359 важких бомбардувальників «Авро Ланкастер» з 22 ескадрилій, що входили до складу груп № 1 і 5. Їх супроводжували 16 легких бомбардувальників «Москіто» de Havilland з 8-ї групи, роль яких полягала в наведенні бомбардувальників на ціль за допомогою навігаційної системи Oboe. Бомбардувальники супроводжували 13 британських винищувальних ескадрилій і 98 північноамериканських винищувачів P-51 «Мустанг» з Восьмої повітряної армії.
Покинувши Велику Британію, бомбардувальники пройшли поблизу Парижа. Досягнувши Боденського озера, вони попрямували безпосередньо до Оберзальцберга. Хоча більшу частину польоту на заході на посадку літаки проходили над територією, яку утримували союзники, останні 250 миль (400 км) довелося пролетіти над територією, яку все ще контролювали німецькі війська. Під час заходу на посадку вони проводили лише невелику кількість часу в зоні досяжності зенітних гармат, а оскільки Люфтваффе майже припинило своє існування, винищувачі не намагалися їх перехопити. Кілька пілотів Мустанг помітили реактивний літак-розвідник Arado 234 і збили його.

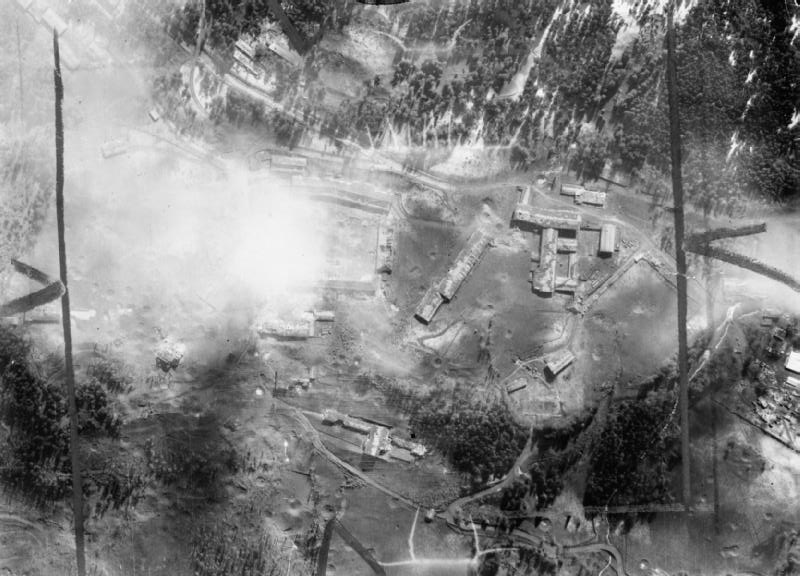
Аерофотознімок Оберзальцберга під час рейду

Перша хвиля бомбардувальників прибула в район Берхтесгадена о 9:30 ранку, але не змогла атакувати відразу. Екіпажам «Москіто» було важко виявити цілі через наявність туману і снігу в цьому районі. Захисники Оберзальцберга не змогли створити димову завісу, оскільки вичерпали свої запаси необхідних хімікатів. Обладнання «Москітос» виявилося неефективним, оскільки радіосигнали, які воно використовувало, були заблоковані горами. Бомбардувальники перебували на орбіті доти, доки екіпажі «Москітів» не позначили ціль. У цей час деякі літаки пролетіли поблизу Зальцбурга і були обстріляні потужною протиповітряною обороною міста.
Після того, як ціль була позначена, перша хвиля бомбардувальників атакувала між 9:51 і 10:11 ранку. Елітна 617-а ескадрилья Королівських ВПС була першим підрозділом, який завдав удару по Оберзальцбергу, її літаки скинули великі бомби Талбой . Друга хвиля бомбардувань відбулася між 10:42 та 11:00 ранку. Було випущено понад 1 400 тонн (1400 т) бомб; сподівалися, що такого потужного бомбардування буде достатньо для знищення бункерів під Оберзальцбергом. Бомбардування було дуже точним.
Два «Ланкастери» були збиті німецькими зенітками. Літак із 460-ї ескадрильї Королівських ВПС Австралії був підбитий невдовзі після скидання бомб, і весь його екіпаж вижив після того, як пілот здійснив вимушену посадку біля німецького міста Траунштайн. Вони потрапили в полон, але за кілька днів були звільнені. Другий збитий літак належав до 619-ї ескадрильї Королівських ВПС. З екіпажу бомбардувальника четверо загинули, а троє потрапили в полон. Ці військовополонені також були невдовзі звільнені союзними військами. Кілька інших «Ланкастерів» було пошкоджено, один з них приземлився біля Парижа.
Атака призвела до неоднозначних результатів. З першочергових цілей, Кельштайнгауз не постраждав, а Берггоф був помірно пошкоджений трьома бомбами. Казарми Ваффен-СС і будинки, що належали Геррінгу та рейхсляйтеру Мартіну Борману .  Більшість з приблизно 3 000 людей в Оберзальцберзі сховалися в бункерах під комплексом, але 31 людина загинула, в тому числі кілька дітей. Мережа бункерів не була серйозно пошкоджена. Місто Берхтесгаден не постраждало, і ніхто з його мешканців не загинув і не був поранений.
Підрозділи ВПС США 25 квітня атакували транспортну інфраструктуру в районі Оберзальцберга. Ці нальоти були частиною операції, що проводилась на прохання наземних сил Альянсу і була спрямована на заводи з виробництва боєприпасів Skoda Works поблизу Пльзені в окупованій Німеччині Чехословаччині, також на залізниці Австрії, якими, як вважалось, перевозились німецькі війська. Серед об'єктів поблизу Оберзальцберга, які зазнали атак, були Фрайлассінг, Халлайн, Бад-Райхенгалл, Зальцбург і Траунштейн . Значної шкоди було завдано кільком залізничним станціям, газовим заводам і лікарням у цих містах. Загинуло понад 300 цивільних осіб.

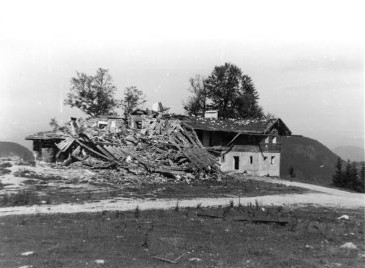
Руїни резиденції Германа Герінга в Оберзальцберзі в 1948 році

Оберзальцберг був покинутий через кілька днів після нальоту. За наказом Гітлера, есесівці знищили Берггоф перед тим, як відступити[1]. 4 травня XV корпус армії США захопив цю територію. Герінг, який пережив повітряний наліт, потрапив у полон до американської армії 9 травня 1945 року.
Американські та французькі солдати розграбували Оберзальцберг, та руїни Берггофа, після його захоплення. Через те, що Оберзальцберг асоціювався з нацистським керівництвом, масштаби цього мародерства не мали собі рівних у жодному іншому німецькому місті, окупованому військами союзників. Стратігакос зазначає, що це сприяло поширенню пам'ятних речей, пов'язаних з Гітлером, по всьому світу, що частково підірвало мету повітряного нальоту — дискредитацію та знищення ідеї нацистського режиму. Американський фотожурналіст Лі Міллер, який прибув до Оберзальцберга невдовзі після його захоплення, зауважив, що «не залишилося навіть шматочка для музею, присвяченого великому військовому злочинцю, і люди по всьому світу назавжди будуть показувати кільце для серветок або виделку для солінь, якими нібито користувався Гітлер».
Атака на Оберзальцберг стала останньою бойовою операцією для більшості ескадрилій Бомбардувального командування. Більшість екіпажів, які брали участь в атаці, були задоволені від того, що атакували особистий будинок Гітлера, хоча деякі висловлювали невдоволення з приводу понесених втрат.
У той час рейд привернув значну увагу засобів масової інформації, але сьогодні про нього мало хто пам'ятає. У тогочасних новинах зазначалося, що операція мала стратегічне значення, оскільки Оберзальцберг був одночасно і альтернативним командним центром, і символом нацистського режиму. Атака зображувалася як частина остаточних зусиль, спрямованих на перемогу над Гітлером і Німеччиною. У повідомленнях ЗМІ про бомбардування також згадувався візит Чемберлена до Оберзальцберга у 1938 році. Оскільки Альпійська фортеця виявилася міфом, у післявоєнній історії, в тому числі в мемуарах Гарріса, про цю операцію майже не згадується.
Після війни Оберзальцберг залишився під управлінням армії США, і там був створений центр відпочинку для солдатів. Руїни будівель нацистської епохи приваблювали паломництво неонацистів. Щоб припинити такі відвідини, уряд Баварії зруйнував будівлі 30 квітня 1952 року у сьому річницю самогубства Адольфа Гітлера в Берліні. Армія США ліквідувала свій рекреаційний центр і передала Оберзальцберг баварському уряду в 1996 році, який на початку 2000-х років зніс інші будівлі в цьому районі, щоб звільнити місце для курортного комплексу. Музей «Центр документації Оберзальцберга» відкрився у 1999 році. Цей музей висвітлює історію Оберзальцберга за часів нацизму[1]. 2008 року було зведено знак, що позначає місце розташування Берггофа і пояснює його роль як місця, де приймалися ключові рішення щодо Другої світової війни та Голокосту.